# Вомбат ведмежий
Короткошерстий вомбат (Vombatus ursinus) — вид сумчастих ссавців з родини вомбатових, що живе на східно-південній частині Австралії та на острові Тасманія. Єдиний сучасний представник роду короткошерстих вомбатів (Vombatus).

## Класифікація
Уперше описаний Джорджем Шоу в 1800 році.
Виділяють три підвиди:
- Vombatus ursinus hirsutus (ареал — Австралія)[4];
- Vombatus ursinus tasmaniensis (ареал — Тасманія)[4];
- Vombatus ursinus ursinus (нині трапляється на острові Фліндрес, а раніше — на усіх островах протоки Басса)[5].

## Опис
Тривалість життя становить від 5 до 26 років (рекорд тривалості життя зафіксовано під час утримання тварини в неволі). Вони харчуються переважно трав'янистими рослинами, корінням, грибами та молодими пагонами рослин. Зовні вомбат схожий на ведмежатко. Довжина тіла тварини варіюється від 70 до 130 см, а вага — від 17 до 40 кг. У нього грубе хутро жовтуватого, сірого, темно-коричневого або чорного кольору. За будовою зубів та способом харчування цей вид нагадує гризунів. В кожному зубному ряду є 1 різець, 1 премоляр і 4 моляри, разом 24 зуби. Зуби вомбата не мають коренів і постійно ростуть, компенсуючи стирання. Особини цього виду віддають перевагу норному способу життя.

## Цікаві факти
Вомбат - єдина тварина, що має фекалії кубічної форми.

## Галерея
- Відео з вомбатом

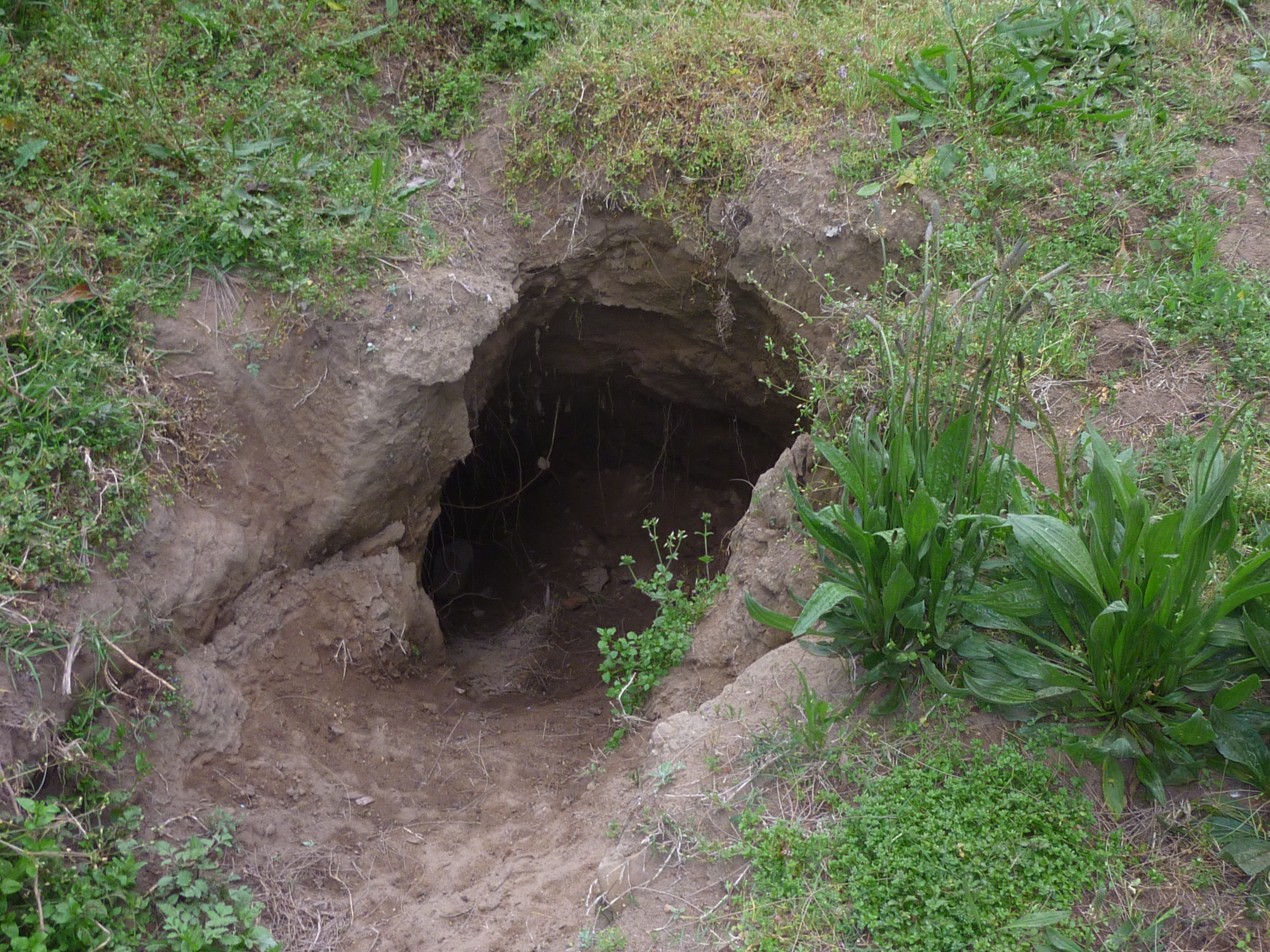
Нірка вомбата
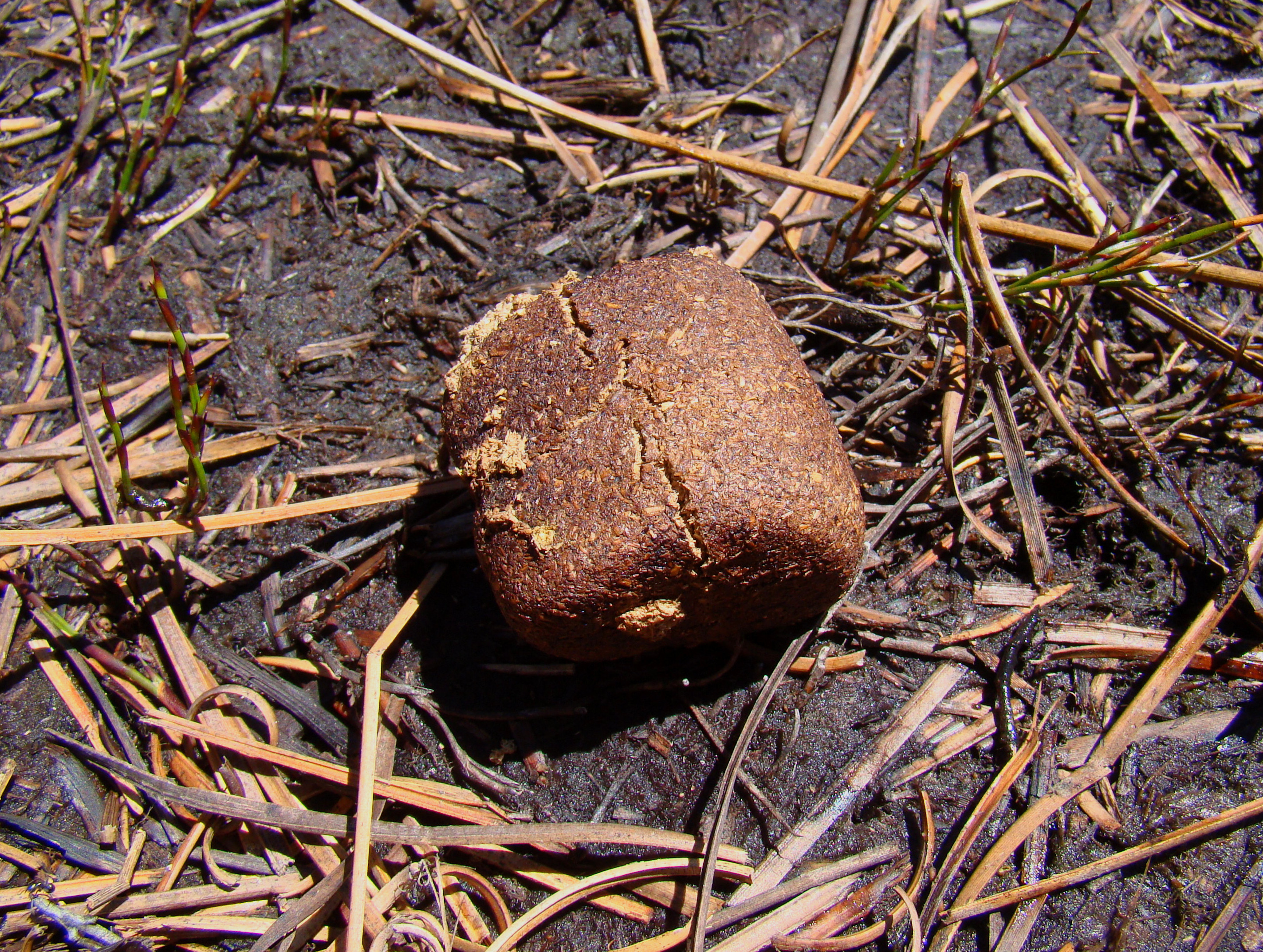
Фекалії вомбата
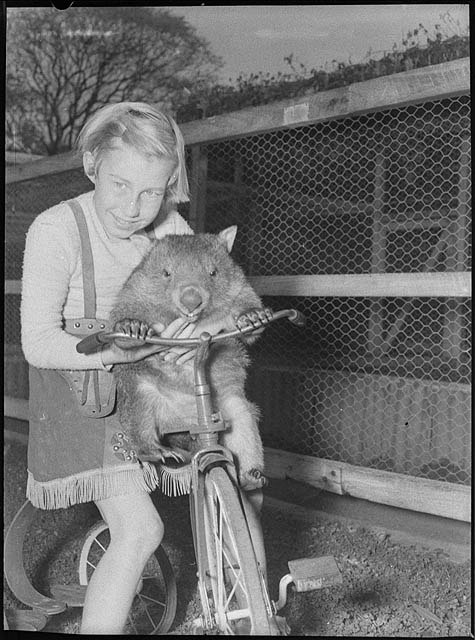
Дівчинка і вомбат